# Nirmal Puwar
Nirmal Puwar es una socióloga que trabaja como profesora en el Departamento de Sociología en la Facultad Goldsmiths de la Universidad de Londres, y es codirectora del Methods Lab.
Es miembro de la editorial colectiva Feminist Review desde 2000.
Puwar ha coeditado 17 colecciones, incluyendo: 
- Post-colonial Bourdieu;
- Orientalism and Fashion;
- Intimacy in Research;
- Live Methods;
- South Asian Women in the Diaspora.[3]

Puwar ha escrito ensayos e investigado sobre las instituciones del postcolonialismo, de razas y género; metodologías críticas; y, ha escrito dos libros:
- Space Invaders: race, gender and bodies out of place (2004),[4] en la que argumenta que la diversidad tiene que ver con las percepciones de la blancura en lugar de cómo funciona la blancura,[5]
- Fashion and Orientalism (2003).[6]

En 2007, dirigió el filme Coventry Ritz, donde enfatiza "los restos inquietantes de la arquitectura vacía y el espacio no utilizado."